# Фойнике
Фойнике (на гръцки: Φοινίκη) е град в античен Епир.
Фойнике е главно поселище на местните хаони и е известно с договора от Фойнике, който слага край на Първата македонска война.
Фойнике е един от най-богатите градове в Епир до римското завоевание на страната. По време на ранновизантийската епоха, Фойнике е център на епископат. Античният град се намира в южна Албания и е разположен на хълм над съвременния град, който носи същото име.
От втората половина на 5 век пр.н.е. е издигнат акропол, а в края на следващия век градът е укрепен от цар Пир, като част от отбранителната му стратегия по време на пировата война. Покровителка на града вероятно е била Атина.
Стените на Фойника са от масивни блокове до 3,60 метра дебели, като основното им предназначение е да пазят града срещу илирийски атаки. Около 233 г. пр.н.е. царица Дидамия II, последен представител на управлявалата династия на Еакидите е умъртвена, а монархията е премахната в Епир, като градът става обединителен център на Епирската лига.
По време на Третата македонска война, Епир се разделя на два лагера, като молосите заемат промакедонска позиция, а хаоните и теспротите са на страната на Римската република.
Фойнике е под римска власт от 167 г. пр.н.е., като в района няма следи от римското присъствие, за разлика от началото на византийската епоха, когато император Юстиниан I (527-565) изгражда укрепление на хълма в непосредствена близост до Фойнике. През 5-и и 6 век, градът е център на епископия, като от този периода са разкрити редица религиозни и обществени сгради, включително баптистерий и базилика, които са повлияни от архитектурния стил на най-голямата базилика в района, изградена в Никополис.